# Cybernetica
Cybernetica (spreek uit als sieberneetiekaa; van Grieks κυβερνήτης (kybernētēs, stuurman)), ook wel stuurkunde genoemd,  is de wetenschap die zich bezighoudt met besturing van biologische en mechanische systemen met behulp van terugkoppeling (feedback).

## Overzicht

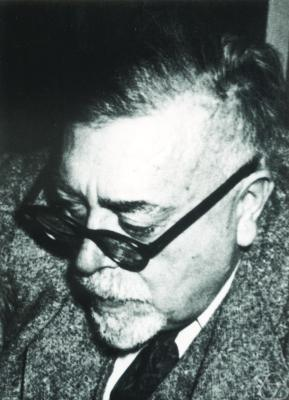
De Amerikaanse wiskundige Norbert Wiener.

De cybernetica werd als vakgebied ingevoerd door de Amerikaanse wiskundige Norbert Wiener, die in 1948 zijn boek Cybernetics: Or the Control and Communication in the Animal and the Machine publiceerde. Cybernetica is verwant met de systeemtheorie, en is van toepassing op alle stelsels met inbegrip van biologische systemen, maar bijvoorbeeld ook een eenvoudig stelsel als een thermostaat die de temperatuur in een ruimte regelt.
Het begrip terugkoppeling of regelsysteem was al bekend ver voor de tijd dat Norbert Wiener het begrip cybernetica ten doop hield. Het terugkoppelmechanisme, of regelsysteem, werd al in de 19e eeuw bij stoomlocomotieven en stoommachines toegepast bij het beheersen van de snelheid of toerental (centrifugaalregelaar of regulateur, in het Engels governor, een woord dat net als cybernetica zijn wortels heeft in het Oud-Griekse woord κυβερνήτης). Norbert Wiener was echter de eerste die het begrip informatie betrok op de werking van een teruggekoppelde lus.
De meer bekende (maar andere) betekenis van cybernetica is de fysieke samensmelting tussen mens en machine. Het menselijke lichaam wordt verrijkt met, of vervangen door elektronica of mechanische onderdelen. Andere (veelal uit sciencefiction afkomstige) gerelateerde termen zijn cyborg, bionisch of humanoïde. Het woord cyberspace, en daarvan afgeleid woorden als cybercriminaliteit enzovoorts, is aan deze populaire betekenis ontleend.

### Tweede golf
De tweede golf van cybernetica kwam vanaf de jaren 1960 op de voorgrond, waarbij de focus verschoof van technologie naar sociale, ecologische en filosofische overwegingen. Het was nog steeds gebaseerd op biologie, met name Maturana en Varela's autopoiesis, en bouwde voort op eerder werk over zelforganiserende systemen en de aanwezigheid van antropologen Mead en Bateson in de Macy-bijeenkomsten. Het Biological Computer Laboratory, opgericht in 1958 en actief tot het midden van de jaren 1970 onder leiding van Heinz von Foerster aan de Universiteit van Illinois in Urbana-Champaign, was een belangrijke incubator van deze trend in cybernetisch onderzoek.
Aandachtspunten van de tweede cybernetica-golf waren onder andere managementcybernetica, zoals Stafford Beer's werk; werk in de gezinstherapie gebaseerd op Bateson; sociale systemen, zoals in het werk van Niklas Luhmann; epistemologie en pedagogie, zoals in de ontwikkeling van radicaal constructivisme. Cybernetica's kernthema van circulaire causaliteit werd ontwikkeld voorbij doelgerichte processen met aandacht voor reflexiviteit en recursie. Dit was vooral zo in de ontwikkeling van tweede-orde cybernetica (of de cybernetica van cybernetica), ontwikkeld en gepromoot door Heinz von Foerster, die zich richtte op vragen van observatie, cognitie, epistemologie en ethiek.
Vanaf de jaren 1960 begon cybernetica ook uitwisselingen te ontwikkelen met de creatieve kunsten, design en architectuur, met name met de Cybernetic Serendipity tentoonstelling (ICA, Londen, 1968), samengesteld door Jasia Reichardt, en het niet-gerealiseerde Fun Palace project (Londen, niet-gerealiseerd, vanaf 1964), waar Gordon Pask adviseur was van architect Cedric Price en theaterregisseur Joan Littlewood.

### Derde golf
Vanaf de jaren negentig is er een hernieuwde belangstelling voor cybernetica vanuit een aantal richtingen. Naar het vroege cybernetische werk aan kunstmatige neurale netwerken is teruggekeerd als paradigma in machinaal leren en kunstmatige intelligentie. Praktische ontwerpdisciplines hebben zich gebaseerd op cybernetica voor theoretische onderbouwing en transdisciplinaire verbindingen.

## Toepassingen
Cybernetica heeft vele toepassingen in regeltechniek, lucht- en ruimtevaart, elektronica, robotica, kunstmatige intelligentie, biologie en biomedische wetenschappen enzovoorts, zelfs in beleid, didactiek, bedrijfsleer en psychologie.

### Nederlandstalig
- Bok, S.T.: Cybernetica, Het Spectrum, Utrecht/Antwerpen, 1972

### Duitstalig
- Lars Bluma, (2005), Norbert Wiener und die Entstehung der Kybernetik im Zweiten Weltkrieg, Münster.
- Hans Joachim Ilgauds (1980), Norbert Wiener, Leipzig.

### Engelstalig
- Michael A. Arbib (1987, 1964),  Brains, Machines, and Mathematics Springer.
- Roy Ascott (1967), Behaviourist Art and the Cybernetic Vision. Cybernetica, Journal of the International Association for Cybernetics (Namur), 10, pp. 25–56
- W. Ross Ashby (1956), Introduction to Cybernetics. Methuen, London, UK. PDF text.
- Stafford Beer (1974), Designing Freedom, John Wiley, London and New York, 1975.
- Charles François (1999), Systemics and cybernetics in a historical perspective. In: Systems Research and Behavioral Science. Vol 16, pp. 203–219 (1999)
- Heinz von Foerster (1995), Ethics and Second-Order Cybernetics.
- Slava Gerovitch (2002),  From Newspeak to Cyberspeak: A History of Soviet Cybernetics MIT Press.
- Steve J. Heims (1980), John von Neumann and Norbert Wiener: From Mathematics to the Technologies of Life and Death, 3e druk, Cambridge.
- Steve J. Heims (1993), Constructing a Social Science for Postwar America. The Cybernetics Group, 1946-1953, Cambridge University Press, London, UK.
- Helvey, T.C., The Age of Information: An Interdisciplinary Survey of Cybernetics, Englewood Cliffs, N.J.: Educational Technology Publications, 1971.
- Francis Heylighen en Cliff Joslyn (2001), "Cybernetics and Second Order Cybernetics", in: R.A. Meyers (ed.), Encyclopedia of Physical Science & Technology (3rd ed.), Vol. 4, (Academic Press, New York), p. 155-170.
- Heikki Hyötyniemi (2006), Neocybernetics in Biological Systems. Espoo: Helsinki University of Technology, Control Engineering Laboratory.
- John Johnston (2008), The Allure of Machinic Life: Cybernetics, Artificial Life, and the New AI, MIT Press
- Eden Medina, Designing Freedom, Regulating a Nation: Socialist Cybernetics in Allende's Chile., Journal of Latin American Studies 38 (2006):571-606.
- Paul Pangaro (1990), Cybernetics — A Definition, Eprint.
- Gordon Pask (1972), Cybernetics, entry in Encyclopædia Britannica 1972.
- B.C. Patten en E.P. Odum (1981), The Cybernetic Nature of Ecosystems, The American Naturalist 118, 886-895.
- Andrew Pickering (2010), The Cybernetic Brain: Sketches of Another Future University Of Chicago Press.
- Stuart Umpleby (1989), The science of cybernetics and the cybernetics of science[dode link], in Cybernetics and Systems, Vol. 21, No. 1, (1990), pp. 109–121.
- Norbert Wiener (1948), Cybernetics or Control and Communication in the Animal and the Machine, (Hermann & Cie Editeurs, Paris, The Technology Press, Cambridge, Mass., John Wiley & Sons Inc., New York, 1948).